# Ново-Калинкин мост
Но́во-Кали́нкин мост — автодорожный железобетонный арочный мост через Обводный канал в Санкт-Петербурге, соединяет Безымянный остров и левый берег канала.
Первый мост в этом месте появился в последней четверти XVIII века. В 1837 году перестроен в трёхпролётный арочный. Существующий железобетонный мост построен 1929—1930 годах, в 1996—1998 годах выполнен капитальный ремонт моста. Один из двух (наряду со Шлиссельбургским мостом) сохранившихся до настоящего времени арочных железобетонных мостов, построенных в городе в конце 1920-х годов. Входит в список объектов культурного наследия России регионального значения.

## Расположение
Мост расположен в Адмиралтейском районе, по оси Старо-Петергофского проспекта. Ближайшая станция метрополитена (0,9 км) — «Нарвская». Выше по течению находится Борисов мост, ниже — мост Степана Разина.

## Название
С 1828 года мост назывался Нарвским, поскольку был построен в Нарвской части города. В 1849 году возникло название Новый Калинкинский или Новый Калинковский мост, по двум другим Калинкиным мостам: Большому Калинкину через Фонтанку и Мало-Калинкину через Екатерининский канал. Современное наименование появилось в 1857 году.

## История

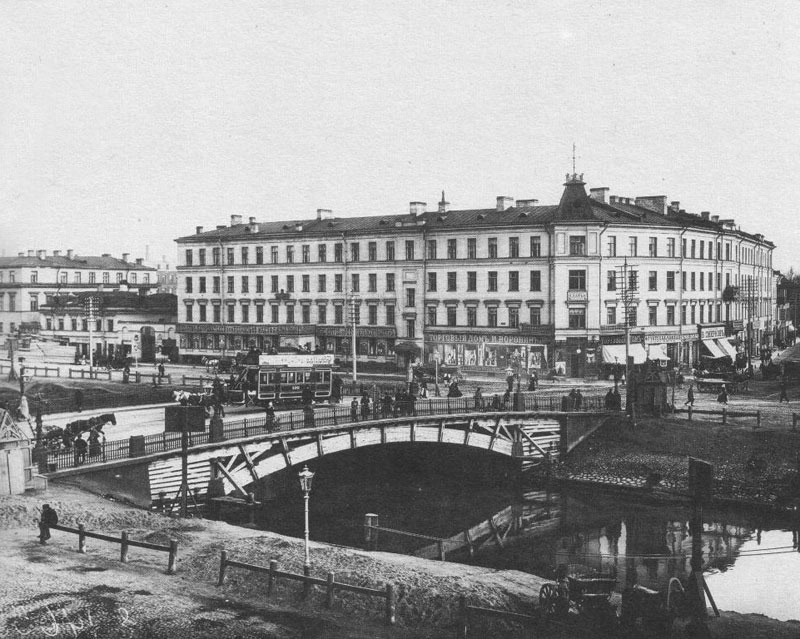
Ново-Калинкин мост в начале XX века

Первый мост в этом месте появился в последней четверти XVIII века вскоре после создания Новообводного канала, который был прорыт в 1769–1780 годах по проекту инженера Л. Л. Карбонье между рекой Екатерингофкой и Лиговским каналом. К 1787 году по проекту архитектора Антонио Ринальди был построен каменный арочный мост, который примыкал к Лифляндским триумфальным воротам, построенным в 1774—1785 годах. В 1828 году в связи с перенесением городской границы и возведением Нарвских ворот Лифляндские ворота разобрали.
В 1837 году по проекту Пьера-Доминика Базена был построен деревянный арочный мост с каменными, облицованными гранитом устоями. Мост был трёхпролётным: средний арочный пролёт упирался в промежуточные опоры из чугунных свай, крайние фермы были раскосными. В 1866 году произведён капитальный ремонт. В 1876 году мост перестроили в связи с прокладкой линии конки.
Перильные ограждения на мосту состояли из чугунных решёток и тумб, на которых были установлены 8 чугунных, художественного литья столбов с фонарями. Фонарные столбы имели вид пучка копий, опирающегося на акантовую подушку и украшенного щитами с перекрещенными мечам; дуга, к концу которой подвешивалась на цепи лампа, была прикреплена к горизонтальной стреле.
В 1890 году выполнен ремонт верхнего строения моста, с исправлением чугунной решетки с тумбами и фонарными столбами. В 1902 году городская дума рассматривала вопрос о замене деревянного моста железобетонным, но решение не было принято. В этом же году мост капитально отремонтировали, сохранив внешний вид и архитектурное оформление. В 1907 году перед укладкой трамвайных путей мост усилили. При прокладке трамвайных путей по южному берегу канала открылки моста расширили, сохранив оформление.
В 1929—1930 годах из-за возросшего автотранспортного и трамвайного движения мост был перестроен в однопролётный железобетонный арочный по проекту инженеров Ольги Бугаевой и Бориса Васильева. Работы выполняло отделение мостов и набережных Ленгоркомхоза под руководством инженера А. Брянцева. 
Это был один из первых арочных железобетонных мостов, построенных в Ленинграде в 1920-х годах. Всего было построено 4 моста аналогичной конструкции — Шлиссельбургский, Монастырский, Ново-Кирпичный и Ново-Калинкин. До настоящего времени сохранилось только два из них: Шлиссельбургский и Ново-Калинкин:8.
Перильное ограждением было заменено сплошным железобетонным парапетом, на открылках моста перила были деревянные. Во время блокады поверхности парапетов были повреждены осколками от снарядов. В 1967 году по инициативе главного инженера Ленмостотреста Петра Степнова для моста были изготовлены модели для литья решеток и торшеров с вызолоченными деталями.
В 1992 году мост был признан памятником градостроительства и архитектуры регионального значения.
В 1996—1998 годах проведён капитальный ремонт моста по проекту, разработанному в институте «Ленгипроинжпроект» и откорректированному ЗАО "Институт «Стройпроект» (инженеры А. А. Журбин, А. Г. Злотников, И. Ю. Гоноровский, И. Г. Боярун). Строительные работы выполнил филиал №2 ЗАО «Трест Ленмостострой» под руководством главного инженера А. Б. Касаткина и производителя работ Д. В. Дергунова. На время ремонта движение автотранспорта было переведено на временный мост. В ходе работ выполнен ремонт устоев, железобетонных арок, устроена монолитная накладная железобетонная плита, выполнено бетонирование накладных тротуарных консолей и установлено силовое ограждение. На мосту установили новые светильники, а глухой железобетонный парапет заменили легкой металлической решеткой.

## Конструкция
Мост однопролётный железобетонный, арочный с ездой поверху. Статическая схема — бесшарнирная арка с отверстием в свету 20 м. Пролётное строение состоит из 5 железобетонных арок, переходящих в контрфорсы устоев. Несущие арки и надарочное строение выполнены из монолитного железобетона, армированного гладкой арматурой. Устои моста представляют собой замкнутую коробку, связанную снизу железобетонной плитой, а спереди и сзади — железобетонными стенками. Основания устоев свайные. Стрела подъёма — 3,25 м. В плане мост имеет косину 15° 53'. Полная длина моста составляет 27,3 (34,0) м, ширина — 24,5 м (ширина проезжей части 18 м и два тротуара по 3 м).
Мост предназначен для движения автотранспорта, трамваев и пешеходов. Проезжая часть моста включает в себя 4 полосы для движения автотранспорта и 2 трамвайных пути. Покрытие проезжей части и тротуаров — асфальтобетон. Тротуары отделены от проезжей части стальным силовым ограждением парапетного типа с заполнением бетоном, которое заанкерено в бетонной плите пролётного строения. Перильное ограждение металлическое сварное простого рисунка. На открылках установлены четыре металлических торшера с фонарями.